# ميرفين باور
ميرفين باور (بالإنجليزية: Mervyn Bower)‏ هو متزلج فني أسترالي، ولد في 12 يناير 1934، وتوفي في أكتوبر 2013.

## وصلات خارجية
- ميرفين باور على موقع أوليمبيديا (الإنجليزية)
- ميرفين باور على موقع اللجنة الأولمبية الأسترالية (الإنجليزية)